# TMBIM1
TMBIM1‏ (Transmembrane BAX inhibitor motif containing 1) هوَ بروتين يُشَفر بواسطة جين TMBIM1 في الإنسان.